# Реди, Томмазо
Томмазо Реди (итал. Tommaso Redi; 22 декабря 1665, Флоренция — 10 октября 1726, Флоренция) — итальянский живописец и скульптор периода позднего барокко флорентийской школы.

## Биография
Томмазо был сыном Лоренцо Реди, придворного великого герцога Тосканского Козимо III Медичи во Флоренции. В 18-летнем возрасте он поступил в ученики к живописцу Антону Доменико Габбиани, художнику при дворе Козимо III и его сына принца Тосканского Фердинандо. В мастерской Габбиани первостепенное значение придавалось изучению анатомии и рисунку.

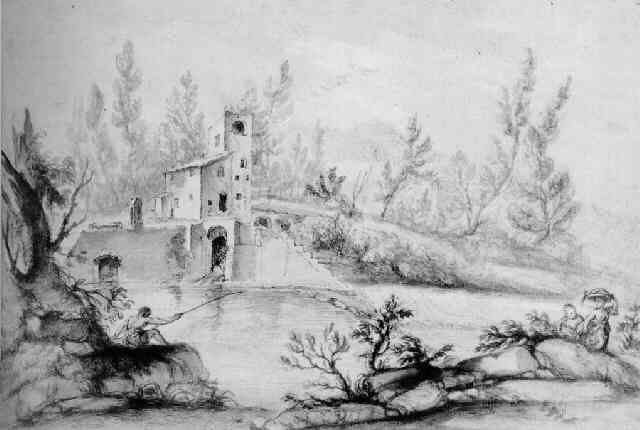
Речной пейзаж с фигурами. Бумага, тушь, перо, кисть

В 1690 году с письмом от Габбиани и на средства Козимо III Томмазо Реди отправился в Рим для дальнейшей учёбы и работы в мастерской скульптора Эрколе Феррата, называемой Академией Феррата, Флорентийской академией в Риме (l’Accademia Fiorentina nell’Urbe), или «Римской академией Медичи», располагавшейся в Палаццо Мадама. Томмазо Реди учился в академии под руководством живописцев Чиро Ферри, ученика и последователя Пьетро да Кортоны, и «рафаэлеска» Карло Маратта.
Около 1700 года по просьбе Козимо III, будучи уже известным портретистом, Томмазо Реди вернулся в родную Флоренцию, чтобы участвовать в оформлении Палаццо Питти, и работал в этом городе до конца жизни. Среди его покровителей и заказчиков был Франческо Николо Мария Габбурри, который публично восхвалял его, хотя Реди к тому времени уже скончался, в очень длинном письме, датированном 1732 годом, Пьеру Мариетту, известному французскому коллекционеру и меценату.
Когда русский царь Пётр I в 1716 году посетил Флоренцию, он был впечатлён работами Томмазо Реди, и позднее, желая учредить Академию рисунка в Москве, инициировал переписку со своими агентами в Италии, в частности с С. Л. Рагузинским, с целью уговорить Реди стать преподавателем академии, но тот по ряду причин отклонил это предложение. Тем не менее царь Пётр отправил в 1716 году четырёх молодых русских художников обучаться живописи во Флоренции и, в частности, у Т. Реди. Среди них были живописцы братья Иван и Роман Никитины.
Среди учеников Томмазо Реди были также Бенедетто Лути, Джованни Доменико Кампилья, Джузеппе Грисони, Джованни Доменико Ферретти, Джузеппе Менабуони.

## Галерея

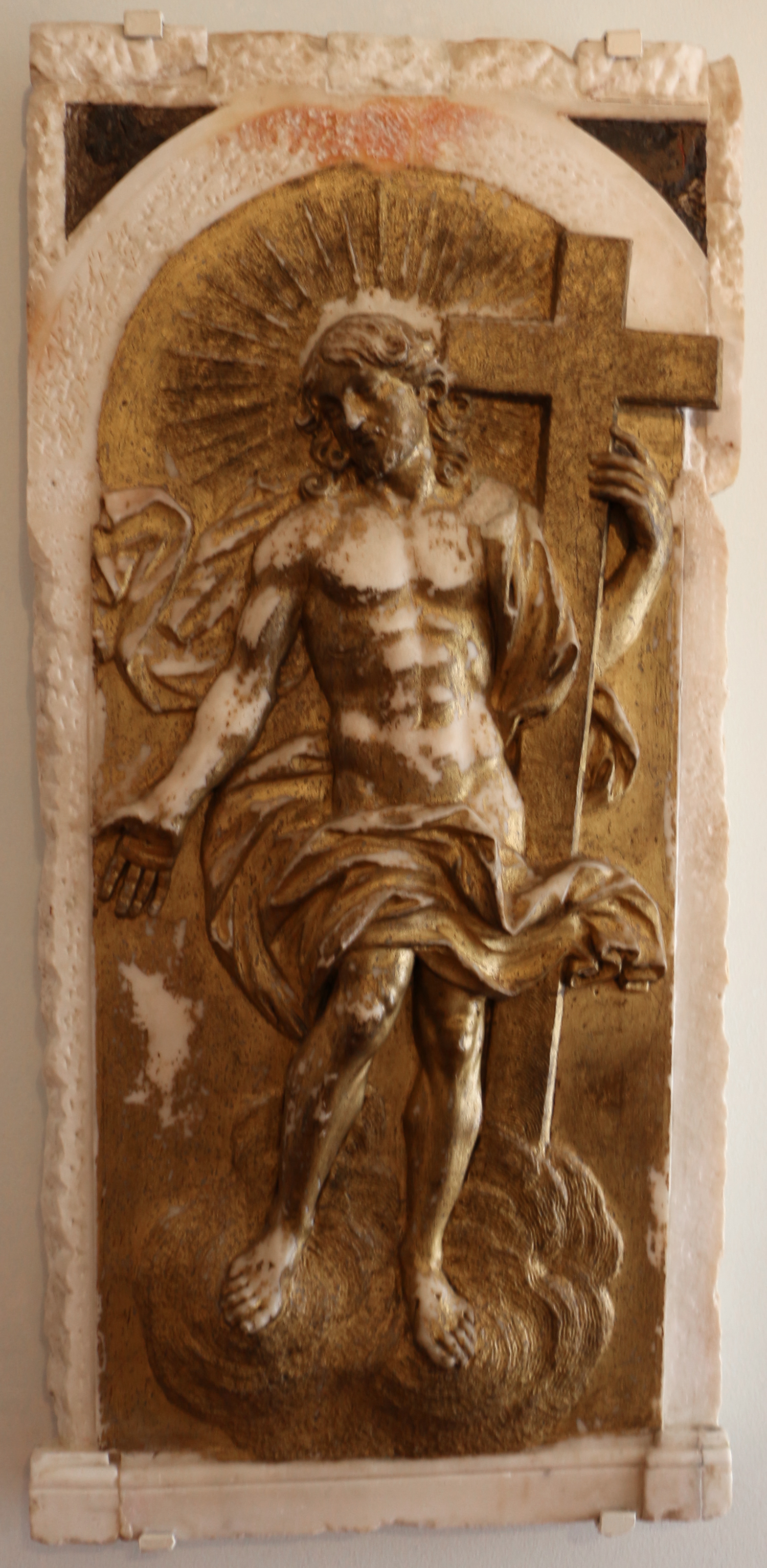
Воскресший Христос. Табернакль главного алтаря собора в Гроссето, Тоскана. 1648—1649
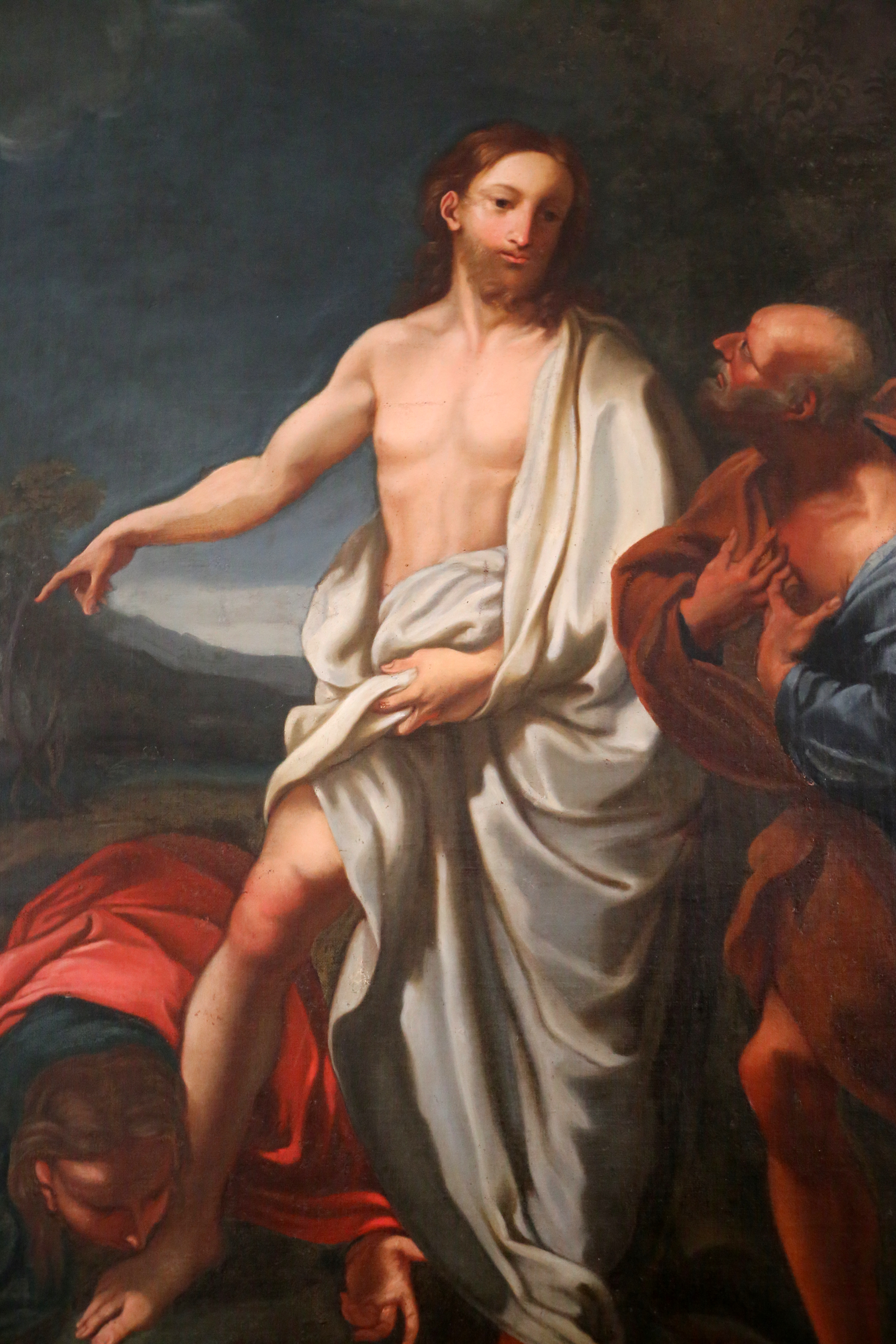
Явление воскресшего Христа апостолам (Паси овец моих). 1700—1710. Монастырь Санта-Мария-Новелла, Флоренция
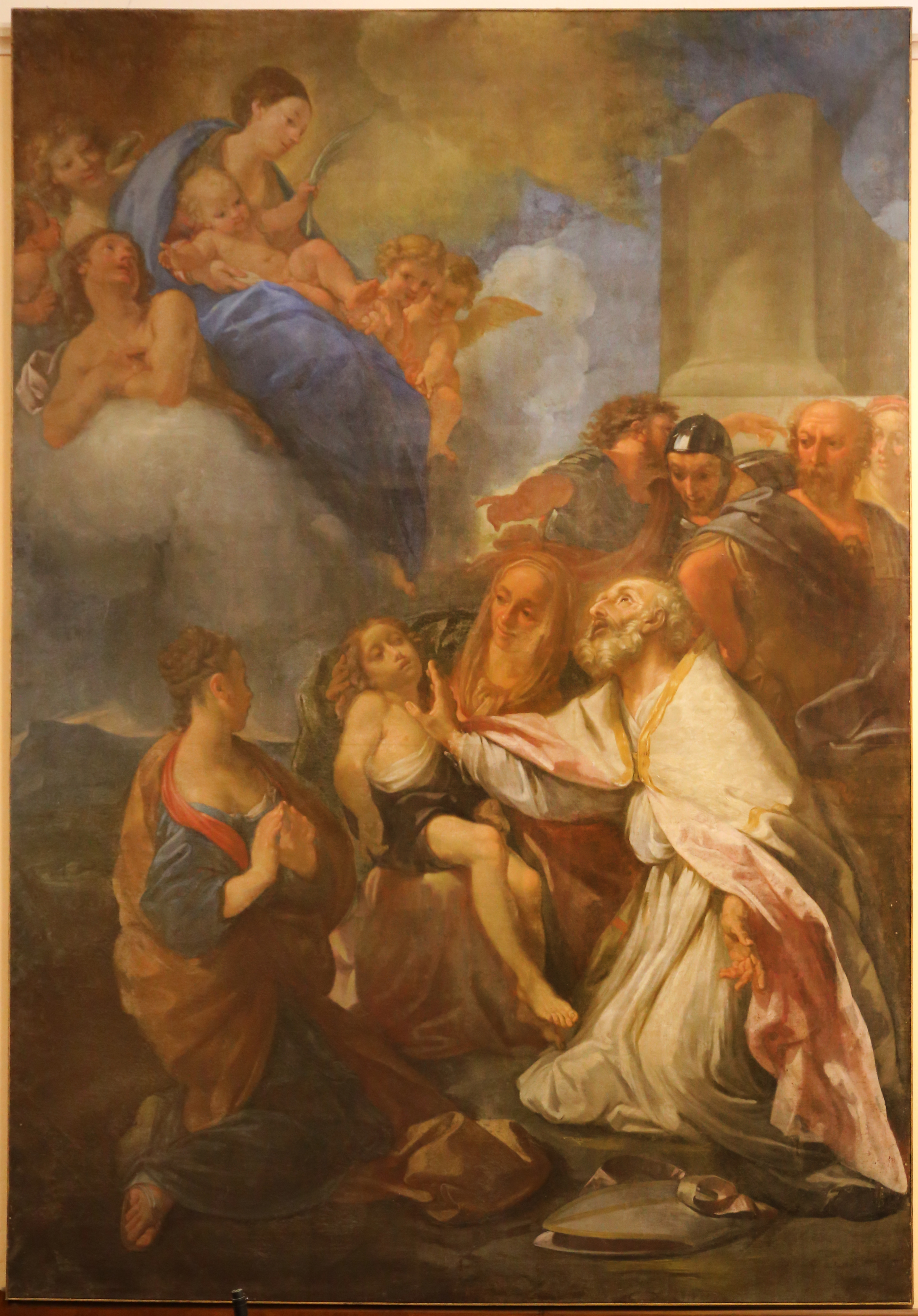
Святой Бьяджо (Власий) исцеляет ребёнка. Церковь Сан-Джованни Баттиста в Минербио, Эмилия-Романья
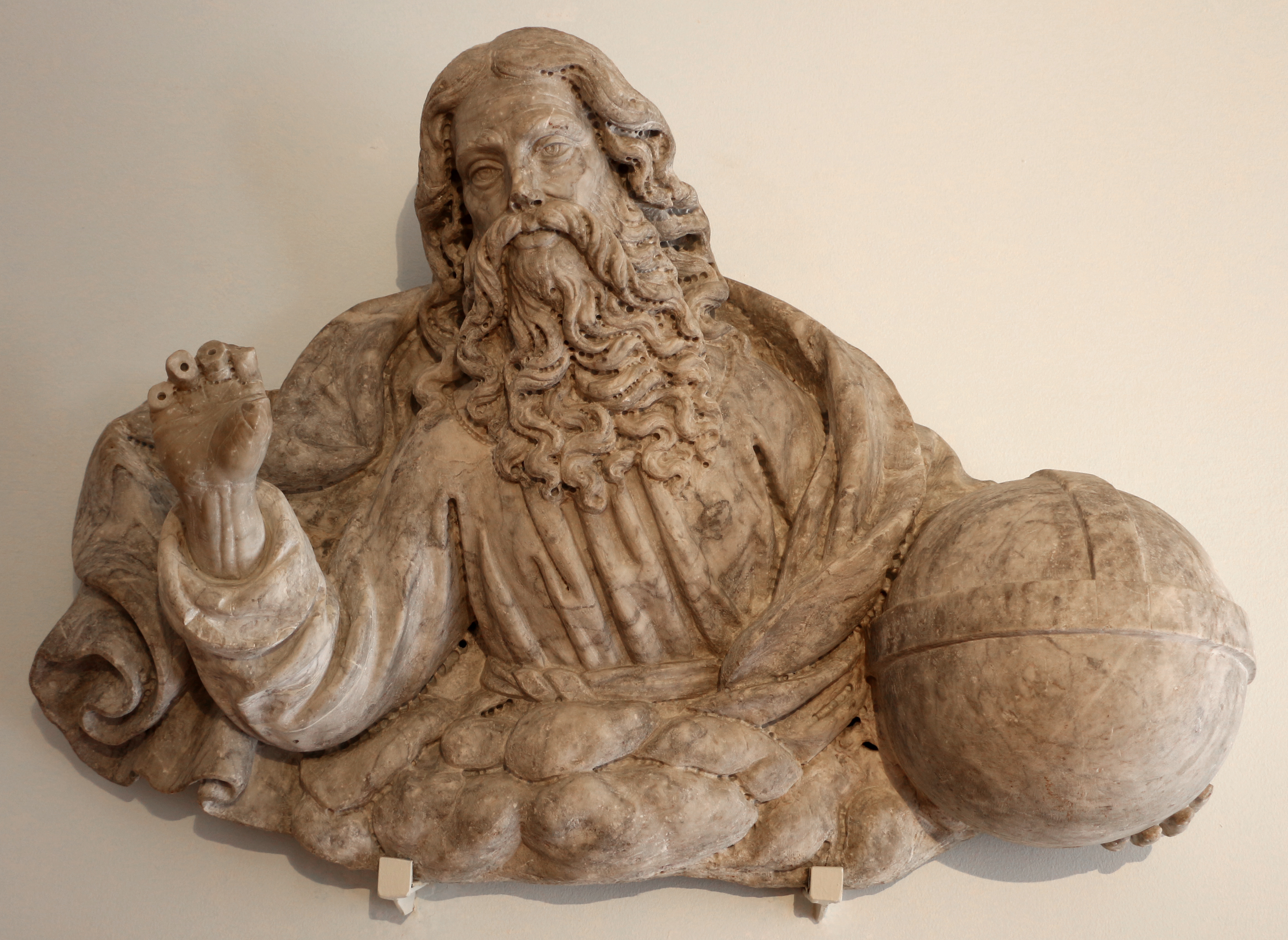
Благословляющий Бог-Отец. Главный алтарь собора в Гроссето, Тоскана. 1648—1649. Археологический музей Мареммы, Гроссето